# الهيئة العامة للأوقاف
الهيئة العامة للأوقاف هي هيئة حكومية سعودية، أنشئت بقرار مجلس الوزراء في 12 جمادى الأولى 1431هـ، وترتبط برئيس مجلس الوزراء، وتهدف لتعزيز دور الأوقاف في التنمية الاقتصادية والاجتماعية والتكافل الاجتماعي.

## مراحل التطور النظامي للأوقاف في السعودية
- 1381 إنشاء وزارة الحج والأوقاف - وزارة الحج (حاليا) -
- 1386 صدر نظام مجلس الأوقاف الأعلى.
- 1393هـ صدور لائحة تنظيم الأوقاف الخيرية.
- 1414هـ صدور الأمر الملكي بإنشاء وزارة الشؤون الإسلامية والأوقاف والدعوة والإرشاد.
- 1431هـ إنشاء الهيئة العامة للأوقاف وإلغاء وكالة وزارة الشؤون الإسلامية والأوقاف والدعوة والإرشاد لشؤون الأوقاف.
- 1437هـ صدور نظام الهيئة العامة للأوقاف.

## الرؤية والرسالة
ترتكز رؤية الهيئة على أن تكون الداعم الرئيسي للنهوض بقطاع الأوقاف في السعودية، ورسالتها بهذا؛ تعزيز مكانة الأوقاف في المجتمع والمحافظة عليها، وتنميتها وتطويرها، وتنويع مصارفها، لرفع مساهمته في التنمية الاقتصادية والاجتماعية.

## الركائز
للهيئة عدة ركائز أولها تطوير الأنظمة وحوكمة قطاع الأوقاف، وتنميته، وتعزيز التميز المؤسسي، وتنويع مصادر الدخل، وتطوير المصارف.

## الأهداف
تهدف الهيئة إلى تنظيم الأوقاف، والمحافظة عليها، وتطويرها، وتنميتها، بما يحقق شروط واقفيها، ويعزز دورها في التنمية الاقتصادية والاجتماعية والتكافل الاجتماعي، وفقاً لمقاصد الشريعة الإسلامية والأنظمة.

### أهداف مرتبطة برؤية 2030
ترتبط الهيئة بعدد من المستهدفات الواردة في رؤية 2030، بمساهمتها في تحقيقها وهي تعزيز القيم الإسلامية والهوية الوطنية، وتمكين حياة عامرة وصحية، تنمية وتنويع الاقتصاد، وزيادة معدلات التوظيف، وتعزيز فاعلية الحوكمة، وأخيرا تحقيق الاستدامة للقطاع غير الربحي.

## المهام
- اقتراح الأنظمة المتعلقة بنشاط الأوقاف.
- إعداد مشروعات الاستراتيجيات والخطط والسياسات المتعلقة بقطاع الأوقاف.
- وضع نظام مالي محاسبي استرشادي للأوقاف التي لا تكون ناظرة عليها أو مديرة لها لمساعدة النظار في حفظ أموال الأوقاف واستثمارها.
- تسهيل إجراءات الوقف.
- حصر وتسجيل الأوقاف، وبناء قاعدة معلومات عامة عنها.
- تقديم المعلومات والاستشارات.
- تطوير الصيغ الوقفية القائمة، وإيجاد صيغ وقفية جديدة.
- النظارة على الأوقاف العامة والخاصة (الأهلية) والمشتركة، إلا إذا اشترط الواقف أن يتولى نظارة الوقف شخص أو جهة غير الهيئة.
- النظارة على أوقاف مواقيت الحج والعمرة.
- إدارة الأوقاف التي يكون لها ناظر غير الهيئة، بناءً على طلب الواقف أو الناظر.
- إقامة المشروعات الوقفية.
- إقامة النشاطات العلمية والبحثية.
- الموافقة على طلبات إنشاء الأوقاف العامة والمشتركة التي تمول عن طريق جمع التبرعات أو الهبات أو المساهمات.
- تحصيل إيرادات الأوقاف التي تكون الهيئة ناظرة عليها ومديرة لها.
- صرف غلال الأوقاف على الأغراض الموقوفة من أجلها.
- صرف الأموال الموقوفة خارج المملكة على أوجه البر عامة داخل المملكة.
- الإشراف الرقابي على أعمال النظارة واتخاذ الإجراءات النظامية لتحقيق أهداف الوقف دون الدخول في أعمال النظارة.
- حضور ممثل الهيئة للجمعيات العمومية أو مجالس إدارة الأوقاف التي ليس لها جمعيات عمومية عند مناقشة التقرير المالي السنوي للأوقاف.
- الاطلاع على التقارير المحاسبية السنوية التي تعد عن الأوقاف.
- طلب تغيير المراجع الخارجي.
- تحريك الدعوى لعزل الناظر في حال إخفاقه في تحقيق أهداف الوقف.

## المبادرات
أطلقت الهيئة ستة مبادرات وهي: الصندوق الوقفي لخدمة ضيوف الرحمن: بهدف تخفيف النفقات المالية التشغيلية الكبيرة التي تتحملها الدولة للخدمات المقدمة لضيوف الرحمن واستبدالها بإيرادات وخدمات تقدمها الأوقاف، وشبكة المانحين لخدمة ضيوف الرحمن لتنسيق الجهود بين أعضائها لتمويل مشاريع وخدمات خدمة ضيوف الرحمن، ومشروع حصر الأوقاف وهو تخزين جميع مخرجات المشروع من معلومات الرفع المساحي والبيانات الجغرافية وبيانات الملكية في قاعدة بيانات إلكترونية موحدة، و منصة التمويل الجماعي لجمع التبرعات النقدية والعينية عبر الإنترنت بأسلوب تنمية الموارد المالية جماهيريا Crowdfunding لتسهيل عملية تمويل المشاريع والبرامج، وتعزيز دور الأوقاف في تنمية القطاع غير الربحي، والمركز الوطني للدراسات والأبحاث الوقفية المتخصص في مجال الدراسات والأبحاث وتنظيم الفعاليات وتطوير قدرات ومهارات العاملين في القطاع غير الربحي، ويعمل وفق أحدث المنهجيات المتبعة في هذه المجالات.

## مجلس الإدارة
- م. أحمد بن سليمان الراجحي. رئيسا
- عماد بن صالح الخراشي. نائبا للرئيس
- د. عبد الباري بن عواض الثبيتي. ممثل الجمعيات والمؤسسات الخيرية
- ناصر بن محمد السبيعي. أحد رجال الأعمال الذين لهم أوقاف
- عبد المحسن بن عبد العزيز الفارس. متخصص في مجال الاقتصاد والاستثمار
- أديب بن عبد الله الزامل. متخصص في مجال الاقتصاد والاستثمار
- د. عبد الله بن محمد المنصور. متخصص في مجال الاقتصاد والاستثمار
- أيمن عبد الغني حسين. ممثل من المؤسسات الوقفية الخاصة
- د. خالد بن محمد السبيعي. ممثل الرئاسة العامة لشؤون الحرمين
- م. بدر بن ناصر الحمدان. ممثل الهيئة العامة للسياحة والتراث الوطني
- عبد الرحمن بن حمود الضحيان. ممثل الهيئة العامة للولاية على أموال القاصرين ومن في حكمهم
- أحمد بن سلطان شير. ممثل وزارة العدل
- سعد بن صالح اليحيى. ممثل وزارة الشؤون الإسلامية والدعوة والإرشاد
- سليمان بن عبد العزيز الزبن. ممثل وزارة العمل والتنمية الاجتماعية
- طارق بن عبد الله الشهيب. ممثل وزارة المالية
- د. إبراهيم بن زيد آل معدي. ممثل وزارة التعليم